# هیزانکی
هیزانکی یک منطقهٔ مسکونی در عراق است که در شهرستان عقره واقع شده‌است.